# Трафік (фільм)
«Тра́фік» (англ. «Traffic») — американсько-німецький кримінальний трилер режисера й оператора Стівена Содерберга, що вийшов 2000 року. У головних ролях Бенісіо дель Торо, Майкл Дуглас, Дон Чідл, Кетрін Зета-Джонс. Стрічка знята на основі однойменного телесеріалу Саймона Мура.
Вперше фільм продемонстрували 27 грудня 2000 року у США. В Україні у кінопрокаті фільм не демонструвався.

## Сюжет
Стрічка розказує про обіг наркотиків і поділена на три частини: в першій головним персонажем є Роберт Вейкфілд, суддя в Огайо, що згодом став головою управління по контролю за обігом наркотиків, навіть не підозрює, що його донька приймає наркотики. У другій мова ведеться від Гелени Айяла, дружини наркобарона Карлоса, що намагається допомогти своєму чоловікові вийти на волю. Третя частина розповідає про Хав'єра Родріґеса, мексиканського поліцейського, що самостійно бореться проти мексиканських картелів.

## Творці фільму

### Знімальна група
Кінорежисер — Стівен Содерберг, сценаристом був Стівен Ґеґгем, кінопродюсерами — Лаура Бікфорд, Маршалл Герсковіц і Едвард Цвік, виконавчі продюсери — Кемерон Джонс, Ґрем Кінґ, Андреас Кляйн, Майк Ньюелл і Річард Соломон. Композитор: Кліфф Мартінес, кінооператор — Стівен Содерберг, кіномонтаж: Стівен Мірріон. Підбір акторів — Дебра Зейн, художник-постановник — Кейт П. Каннінгем, художник по костюмах — Луїза Фроґлі.

### У ролях
| Актор                   | Персонаж                                  | Роль                                                              |
| ----------------------- | ----------------------------------------- | ----------------------------------------------------------------- |
| Бенісіо дель Торо       | Хав'єр Родріґес англ. Javier Rodriguez    | мексиканський поліцейський                                        |
| Джейкоб Варґас          | Маноло Санчес англ. Manolo Sanchez        | мексиканський поліцейський, напарник Хав'єра                      |
| Марісоль Паділья Санчес | Анна Санчес англ. Ana Sanchez             |                                                                   |
| Томас Міліан            | Артуро Салазар англ. Arturo Salazar       | генерал                                                           |
| Майкл Дуглас            | Роберт Вейкфілд англ. Robert Wakefield    | суддя в Огайо, голова управління по контролю за обігом наркотиків |
| Емі Ірвінґ              | Барбара Вейкфілд англ. Barbara Wakefield  | дружина Роберта                                                   |
| Еріка Крістенсен        | Керолін Вейкфілд англ. Caroline Wakefield | донька Роберта і Барбари                                          |
| Стівен Бауер            | Карлос Айяла англ. Carlos Ayala           | наркобарон                                                        |
| Кетрін Зета-Джонс       | Гелена Айяла англ. Helena Ayala           | дружина Карлоса                                                   |
| Дон Чідл                | Монтел Ґордон англ. Montel Gordon         | агент по боротьбі з наркотиками                                   |

## Сприйняття

### Критика
Фільм отримав позитивні відгуки: Rotten Tomatoes дав оцінку 92% на основі 155 відгуків від критиків (середня оцінка 8/10) і 85% від глядачів зі середньою оцінкою 3,6/5 (188,673 голоси). Загалом на сайті фільми має позитивний рейтинг, фільму зарахований «стиглий помідор» від кінокритиків і «попкорн» від глядачів, Internet Movie Database — 7,7/10 (154 449 голосів), Metacritic — 86/100 (34 відгуки критиків) і 8,5/10 від глядачів (142 голоси). Загалом на цьому ресурсі від критиків і від глядачів фільм отримав позитивні відгуки.

### Касові збори
Під час показу у США протягом першого (вузького, з 27 грудня 2000 року) тижня фільм показали у 4 кінотеатрах і він зібрав 184,725 $. Наступного (широкого, з 5 січня 2001 року) тижня фільм показали у 1,510 кінотеатрах і він зібрав 15,517,549 $, що на той час дозволило йому зайняти 3 місце серед усіх прем'єр. За час показу фільм зібрав у прокаті у США 124,115,725  доларів США (за іншими даними 124,107,476 $), а у решті світу 83,400,000 $ (за іншими даними 84,192,524 $), тобто загалом 207,515,725 $ (за іншими даними 208,300,000 $) при бюджеті 48 млн $.

### Нагороди і номінації[10]
| Рік  | Нагорода                                           | Категорія                                        | Номінант                                      | Результат |
| ---- | -------------------------------------------------- | ------------------------------------------------ | --------------------------------------------- | --------- |
| 2001 | 73-я церемонія вручення нагороди «Оскар»           | Найкращий фільм                                  | Едвард Цвік, Маршалл Герсковіц, Лаура Бікфорд | Номінація |
| 2001 | 73-я церемонія вручення нагороди «Оскар»           | Найкраща чоловіча роль другого плану             | Бенісіо Дель Торо                             | Перемога  |
| 2001 | 73-я церемонія вручення нагороди «Оскар»           | Найкращий режисер                                | Стівен Содерберг                              | Перемога  |
| 2001 | 73-я церемонія вручення нагороди «Оскар»           | Найкращий адаптований сценарій                   | Стівен Ґеґгем                                 | Перемога  |
| 2001 | 73-я церемонія вручення нагороди «Оскар»           | Найкращий монтаж                                 | Стівен Мірріон                                | Перемога  |
| 2001 | 58-ма церемонія вручення нагороди «Золотий глобус» | Найкраща чоловіча роль другого плану — кінофільм | Бенісіо Дель Торо                             | Перемога  |
| 2001 | 58-ма церемонія вручення нагороди «Золотий глобус» | Найкращий сценарій                               | Стівен Ґеґгем                                 | Перемога  |
| 2001 | 58-ма церемонія вручення нагороди «Золотий глобус» | Найкращий фільм — драма                          | стрічка                                       | Номінація |
| 2001 | 58-ма церемонія вручення нагороди «Золотий глобус» | Найкращий режисер                                | Стівен Содерберг                              | Номінація |
| 2001 | 58-ма церемонія вручення нагороди «Золотий глобус» | Найкраща жіноча роль другого плану — кінофільм   | Кетрін Зета-Джонс                             | Номінація |
| 2001 | 54-та Премія БАФТА у кіно                          | Найкращий адаптований сценарій                   | Стівен Ґеґгем                                 | Перемога  |
| 2001 | 54-та Премія БАФТА у кіно                          | Найкраща чоловіча роль другого плану (кіно)      | Бенісіо Дель Торо                             | Перемога  |
| 2001 | 54-та Премія БАФТА у кіно                          | Найкращий монтаж                                 | Стівен Мірріон                                | Номінація |
| 2001 | 54-та Премія БАФТА у кіно                          | Найкраща режисура                                | Стівен Содерберґ                              | Номінація |

### Виноски
1. 1 2 3  Traffic: Release Info (англ.). Internet Movie Database. Архів оригіналу за 12 квітня 2015. Процитовано 7 жовтня 2014.
2. 1 2 3 4 5 6  Traffic (англ.). The Numbers. Архів оригіналу за 12 жовтня 2014. Процитовано 7 жовтня 2014.
3. 1 2 3 4  Traffic (англ.). Box Office Mojo. Архів оригіналу за 15 серпня 2015. Процитовано 7 жовтня 2014.
4. 1 2  Traffic (англ.). Internet Movie Database. Архів оригіналу за 3 жовтня 2014. Процитовано 7 жовтня 2014.
5. ↑  Traffic (англ.). Allmovie. Архів оригіналу за 8 березня 2016. Процитовано 7 жовтня 2014.
6. 1 2  Traffic: Full Cast & Crew (англ.). Internet Movie Database. Архів оригіналу за 12 квітня 2015. Процитовано 7 жовтня 2014.
7. ↑  Траффик. Премьеры (рос.). КиноПоиск. Архів оригіналу за 11 жовтня 2014. Процитовано 7 жовтня 2014.
8. ↑  Traffic (англ.). Rotten Tomatoes. Архів оригіналу за 20 серпня 2015. Процитовано 7 жовтня 2014.
9. ↑  Traffic (англ.). Metacritic. Архів оригіналу за 24 жовтня 2012. Процитовано 7 жовтня 2014.
10. ↑  Traffic: Awards (англ.). Internet Movie Database. Архів оригіналу за 2 березня 2015. Процитовано 7 жовтня 2014.